# الحزب الحر الدستوري

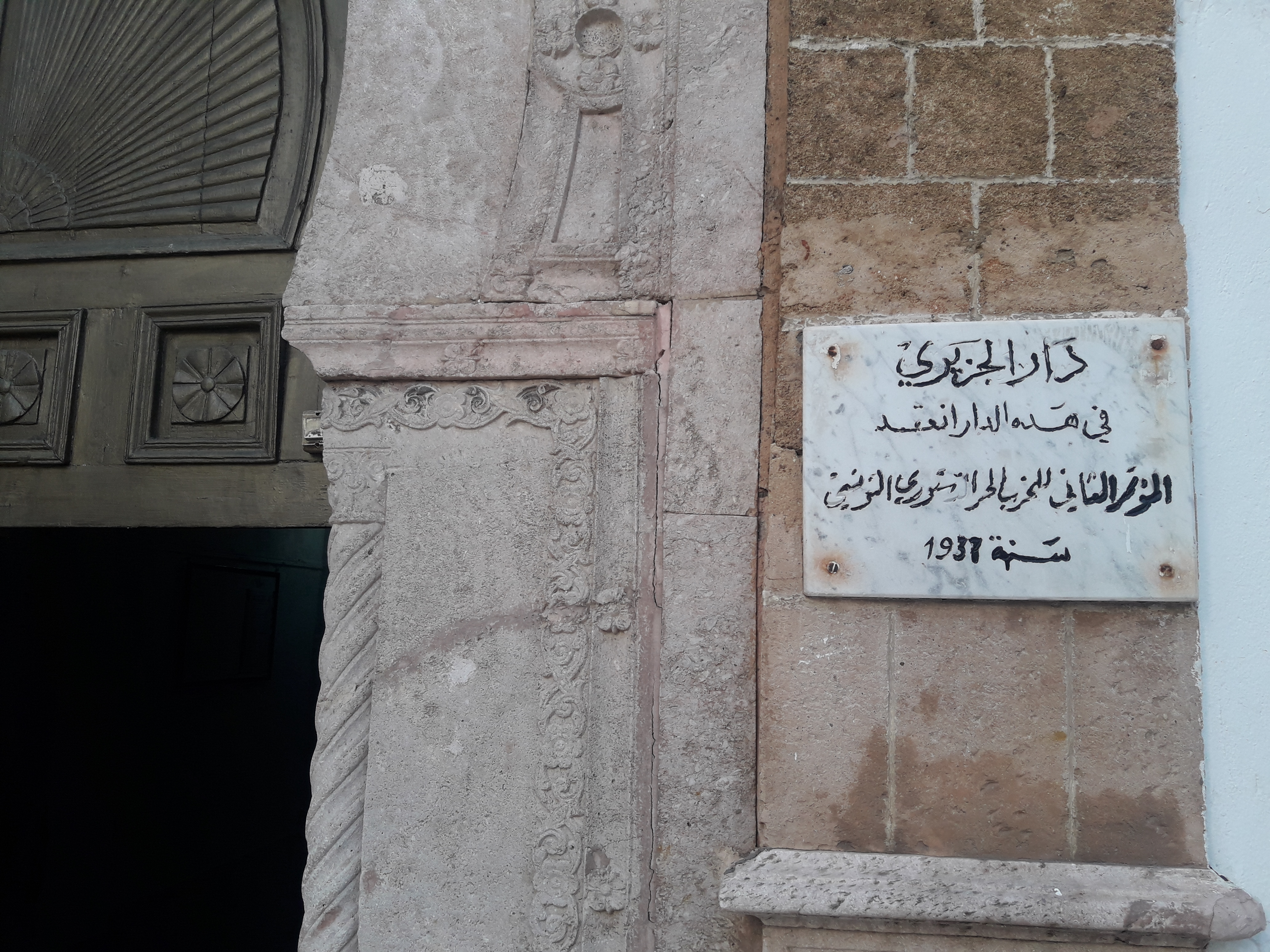
دار الجزيري

الحزب الحر الدستوري التونسي هو أول حزب وطني يتأسس بالبلاد التونسية وكان ذلك في شهر مارس 1920، وقد أصبح يعرف بعد سنة 1934 بالحزب الدستوري القديم مقابل الحزب الحر الدستوري الجديد الذي أسسه الحبيب بورقيبة وعدد من زملائه في 2 مارس من تلك السنة.

## ظهوره

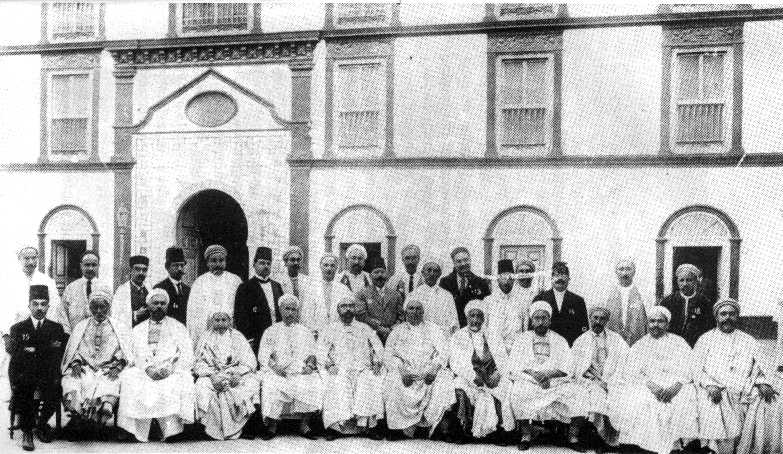
وفد الحزب الذي زار الناصر باي في جوان 1920

يعتبر الحزب الحر الدستوري التونسي تطورا لحركة الشباب التونسي التي نشطت وقمعت قبيل الحرب العالمية الأولى. وبعد تلك الحرب ساهمت جملة من العوامل الداخلية والخارجية في ظهوره من بينها على مستوى عالمي الإعلان عن مبادئ الرئيس الأمريكي ولسن الداعية إلى تحرير الشعوب وحقها في تحرير مصيرها بالإضافة إلى تنامي حركات التحرّر في العالم.
كما سمحت فترة ما بعد الحرب، للوطنيين التونسيين بالتحرك والتقدم بعدد من المطالب الوطنية. وقد التفتت المجموعة حول كتاب تونس الشهيدة الذي صدر آنذاك بباريس بإمضاء الشيخ عبد العزيز الثعالبي. والمؤسسون هم بالإضافة إلى الشيخ الثعالبي : صالح فرحات ومحيي الدين القليبي وأحمد توفيق المدني وأحمد الصافي وأحمد السقا وعلي كاهية وحمودة المنستيري والحبيب زويتن.

## برنامجه
من المطالب التي رفعها الحزب الحر الدستوري التونسي آنذاك :
- إرساء نظام دستوري ؛
- الفصل بين السلط الثلاث ؛
- ضمان الحريات والمساواة ؛
- إجبارية التعليم.

ومن الواضح أن هذا البرنامج كان في إطار الاعتراف بنظام الحماية، وقد اعتمد الحزب لإبلاغ مطالبه على الوفود التي توجهت إلى فرنسا للاتصال بالسياسيين الفرنسيين على التوالي في جويلية/تموز 1920، وجانفي 1921 وماي 1924، وهو ما يذكر بما سلكه حزب الوفد المصري في نفس الفترة. غير أن تلك المطالب لم تجد لها صدى لدى السلطات الفرنسية.

## من العشرينات إلى الثلاثينات
خرج من رحم بعيد تأسيسه الحزب الإصلاحي (1921) والحزب الحر الدستوري المستقل (1922) لكنهما ما لبث أن إندثرا. للحد من تأثيره، قامت السلطات الفرنسية بالضغط على الشيخ الثعالبي حتى يغادر البلاد التونسية سنة 1923. غير أن ذلك لم يمنع الحزب من النشاط خاصة على المستوى الصحفي، وفي سنتي 1924 و 1925 ساند عدد من قادته حركة محمد علي الحامي النقابية ومن بينهم (الطاهر الحداد، أحمد توفيق المدني)، غير أنهم تخلوا عنها في الأخير. وقد دخلت البلاد بعد ذلك مرحلة ركود إلى أن عادت الحركة من جديد باستعمال الشارع في مطلع الثلاثينات، وذلك خاصة بمناسبة التصدي للاحتفال بخمسينية الحماية (1931) والمؤتمر الأفخارستي (1930) وأحداث التجنيس (1933). وفي المؤتمر الذي عقده الحزب في ماي/أيار 1933 ضم إلى لجنته التنفيذية عددا من العناصر الشابة التي برزت بكتاباتها الصحفية ومن بينها محمود الماطري والحبيب بورقيبة. غير أن هؤلاء ما لبثوا أن انفصلوا عنه وأسسوا في 2 مارس 1934 حزبا جديدا عرف باسم الحزب الحر الدستوري الجديد للتفريق بينه وبين الحزب الأصلي الذي نعت بالقديم.
عاد الشيخ عبد العزيز الثعالبي إلى تونس في جويلية/تموز 1937، وقد جرت في تلك الصائفة محاولات للتوحيد بين الحزبين الدستوريين غير أنها باءت بالفشل، وتطور الأمر إلى حدوث مناوشات بينهما. وانتهى الأمر بعد أحداث أفريل 1938 وسجن قيادات الحزب الدستوري الجديد.

## في الأربعينات والخمسينات
خلال الحرب العالمية الثانية تقلد عدد من قيادات الحزب الوزارة التي شكلها الملك المنصف باي، ومن بينهم خاصة صالح فرحات. وبعد أن وضعت الحرب أوزارها حاول الحزب أن يضغط باتجاه المطالبة بالاستقلال التام وهذا ما طالب به مؤتمر ليلة القدر (أوت/آب 1946) الذي شارك فيه الحزب بقيادة القاضي العروسي حداد إلى جانب الحزب الدستوري الجديد والاتحاد العام التونسي للشغل والمستقلين والزيتونيين.
وفي ما تبقى من الأربعينات، لم يستطع الحزب الحر الدستوري أن يجاري التوسع الذي حققه الحزب الدستوري الجديد. وقد حاول أن يشبب إطاراته في مؤتمره المنعقد في أفريل/نيسان 1955 من خلال ضم عدد من الوجوه الشابة إلى صفوفه. غير أن تسارع الأحداث والضغوطات التي كان يمارسها الحزب الدستوري الجديد لم تسمح له بذلك. ومما زاد الطين بلة أنه أيد صالح بن يوسف في صراعه مع الحبيب بورقيبة وهو ما زاد في حجم الضغوط عليه.

## بعد الاستقلال
أما بعد الاستقلال فقد تقلص وجود الحزب الحر الدستوري التونسي، واقتصر على إصدار صحيفة الاستقلال الأسبوعية التي استمر صدورها فيما بين 1955 إلى سنة 1960. وفي المحاولة الانقلابية التي كشفت في ديسمبر 1962 كان من بين المتهمين فيها الصحبي فرحات أحد قيادات الحزب والشيخ أحمد الرحموني الذي انضم إلى لجنته التنفيذية في أفريل 1955 وأجبر على تقديم استقالته.

## وصلات خارجية
- صفحة عن الحزب

## معرض صور

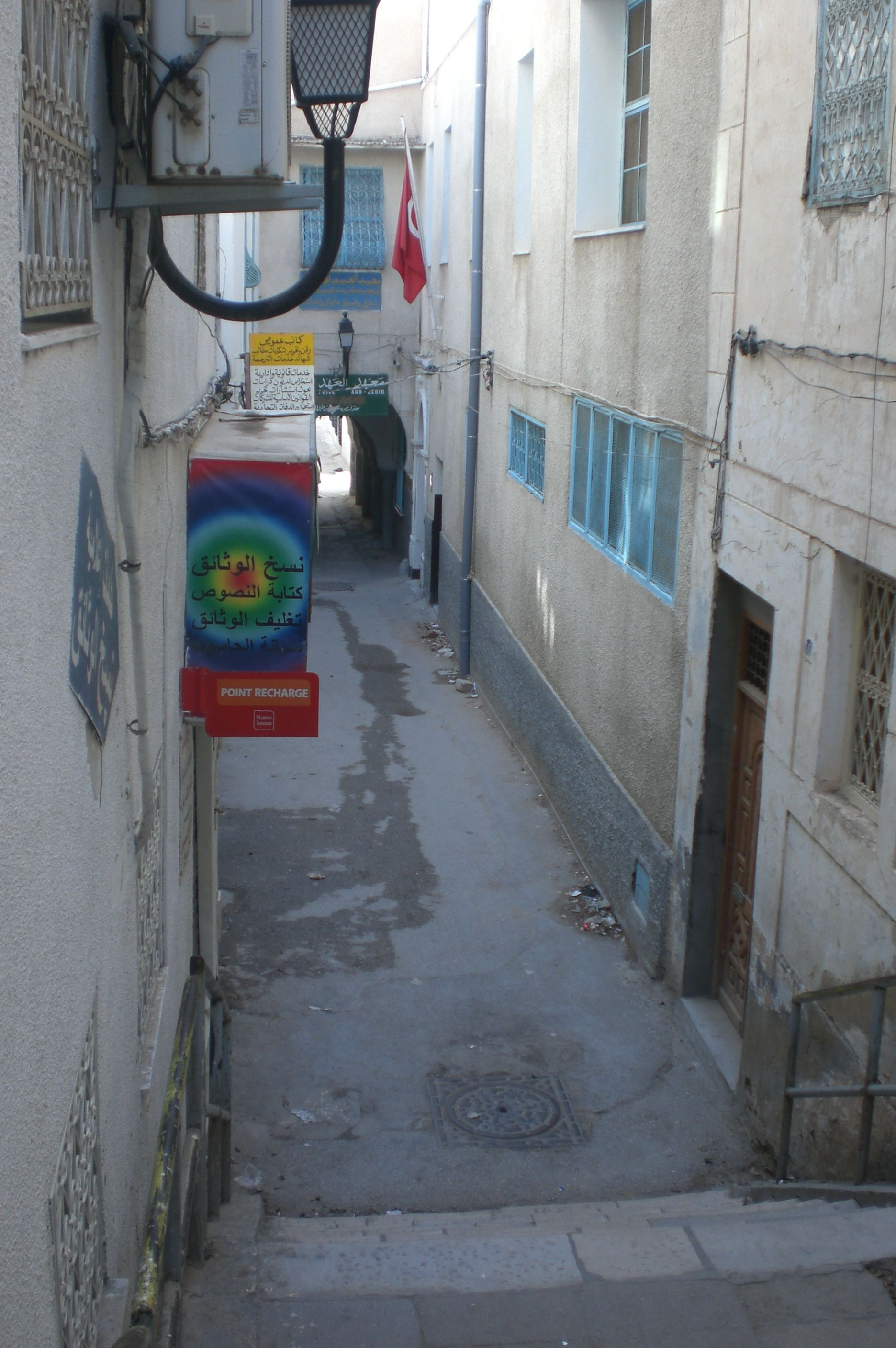
نهج غرنوطة حيث كان مقر الحزب الحر الدستوري
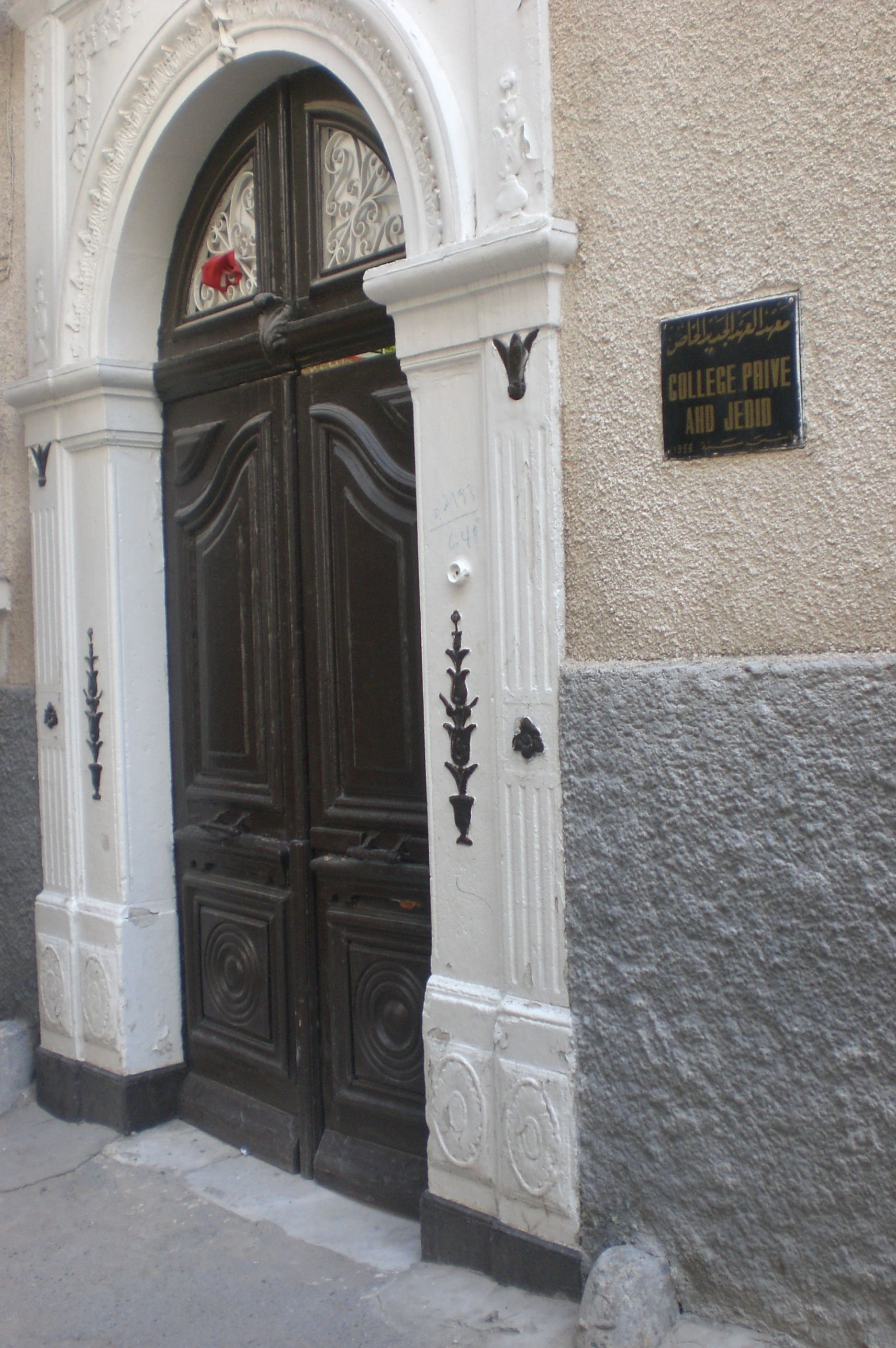
مدخل المقر
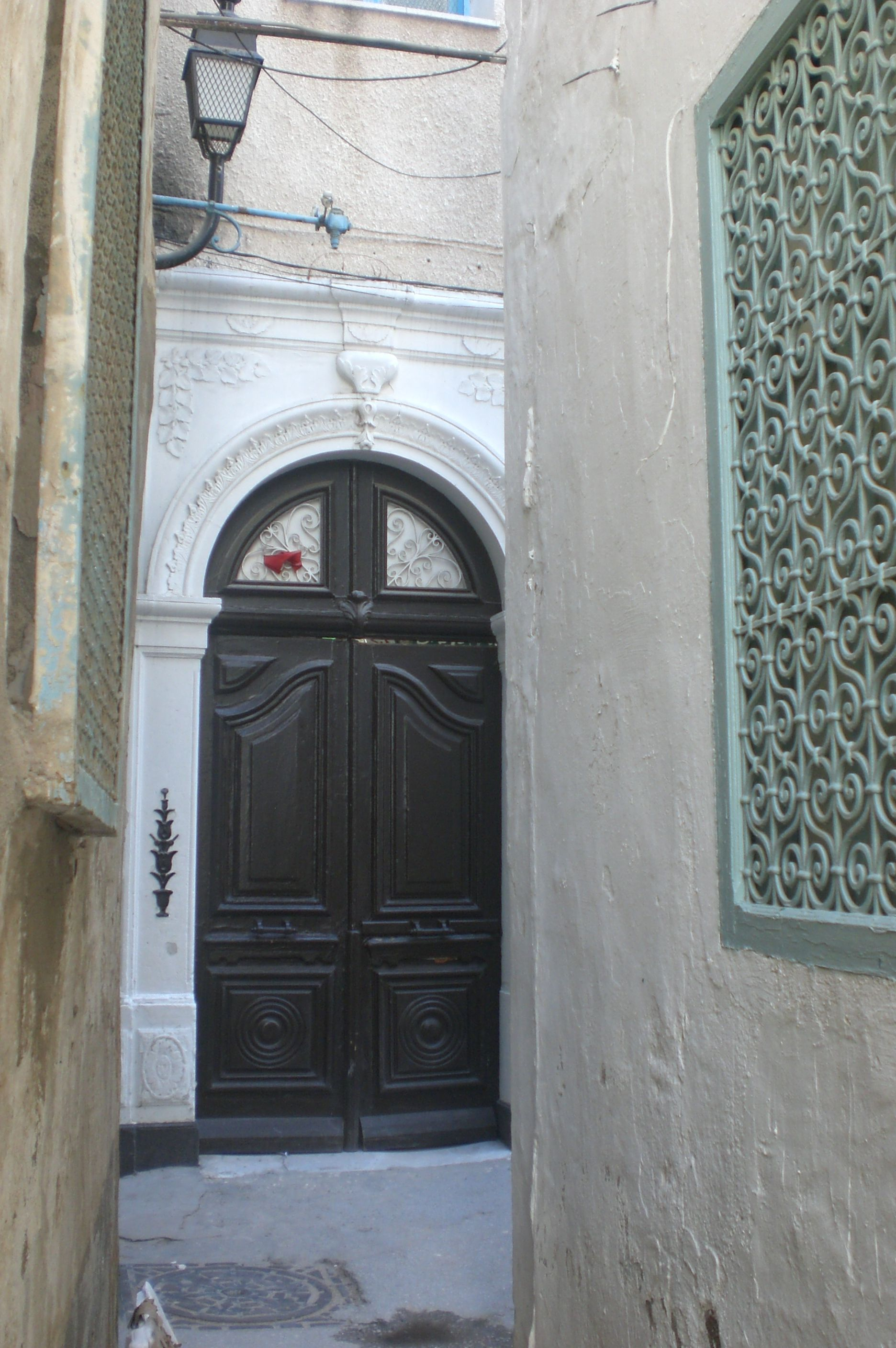
مدخل المقر من زاوية ثانية